# 平翰
平 翰（へい かん、生没年不詳）は、五胡十六国時代の後燕の人物。燕郡薊県の出身。

## 生涯
後燕に仕え、海陽県令に任じられていた。
396年2月、兄の征東将軍平規は博陵郡・武邑郡・長楽郡の3郡の兵をまとめ、魯口で後燕に反乱を起こした。平翰も挙兵、遼西がこれに応じた。
平翰は龍城へ移ったが、清河公慕容会が遣わした東陽公慕容根らに撃破され、山南へ敗走した。
これ以後の事績は、史書に記されていない。

## 家系

### 兄弟
- 平幼
- 平睿
- 平規